# Nikoła Kotkow
Nikoła Todorow Kotkow (bułg. Никола Тодоров Котков; ur. 9 grudnia 1938 w Sofii, zm. 30 czerwca 1971 w Sofii) – bułgarski piłkarz, napastnik.
Kotkow był wychowankiem Łokomotiwu Sofia, w którego barwach debiutował w lidze w 1956, do 1969 rozgrywając blisko 300 spotkań. Następne dwa sezony spędził w innym stołecznym zespole – Lewskim. W lidze bułgarskiej rozegrał 322 mecze i zdobył 163 gole. Dwa razy sięgał po mistrzostwo kraju, w 1964 i 1970. Także dwukrotnie zdobywał Puchar Bułgarii. W 1964 został wybrany piłkarzem roku w tym kraju. W reprezentacji Bułgarii w latach 1961–1969 rozegrał 26 spotkań i strzelił 12 bramek. Brał udział w mistrzostwach świata w 1966.
Zginął tragicznie w wypadku samochodowym. Razem z nim zginął inny bułgarski piłkarz, napastnik Georgi Asparuchow.